# 旅客機のコックピット

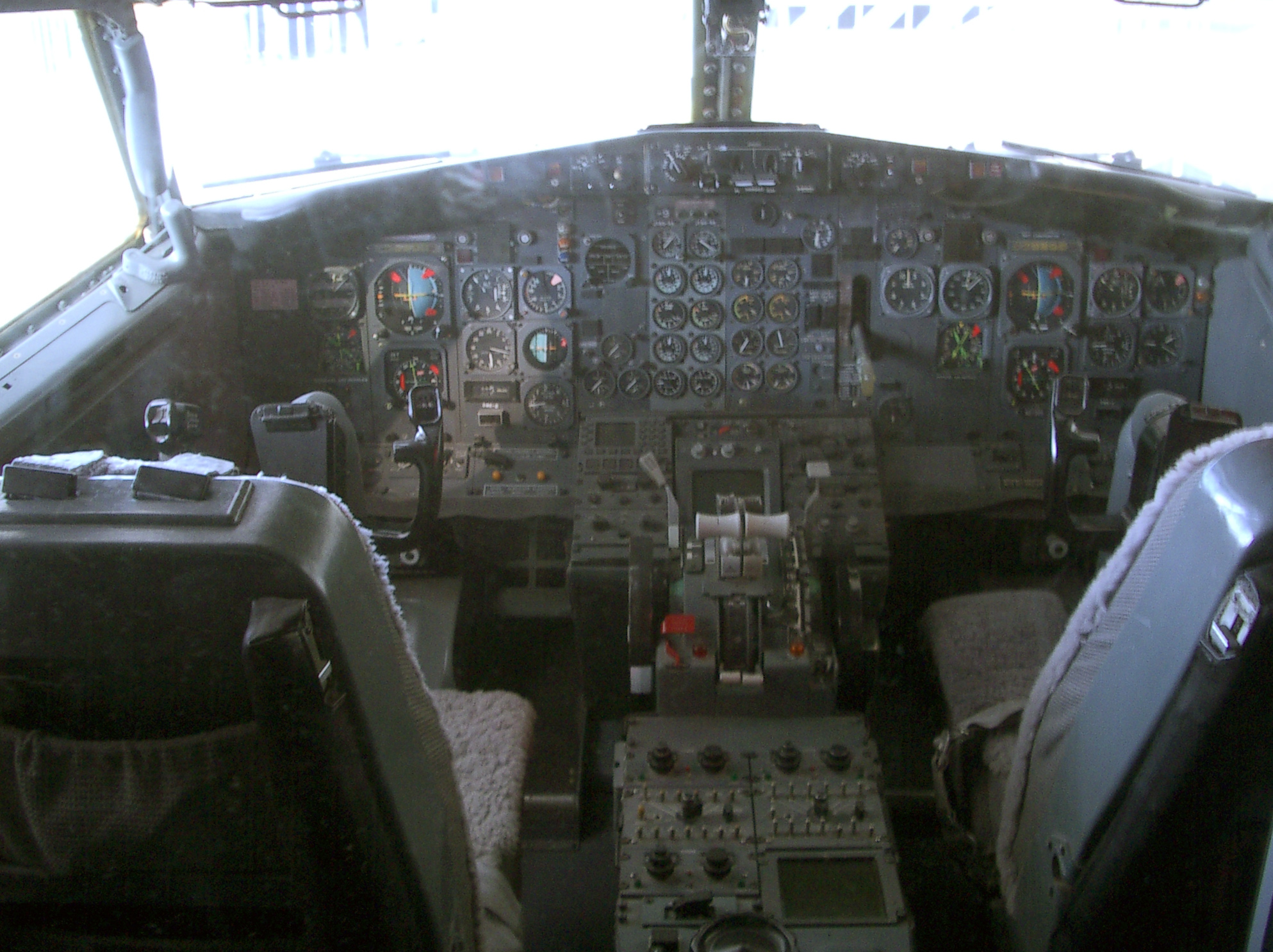
グラスコックピット化される前のボーイング737

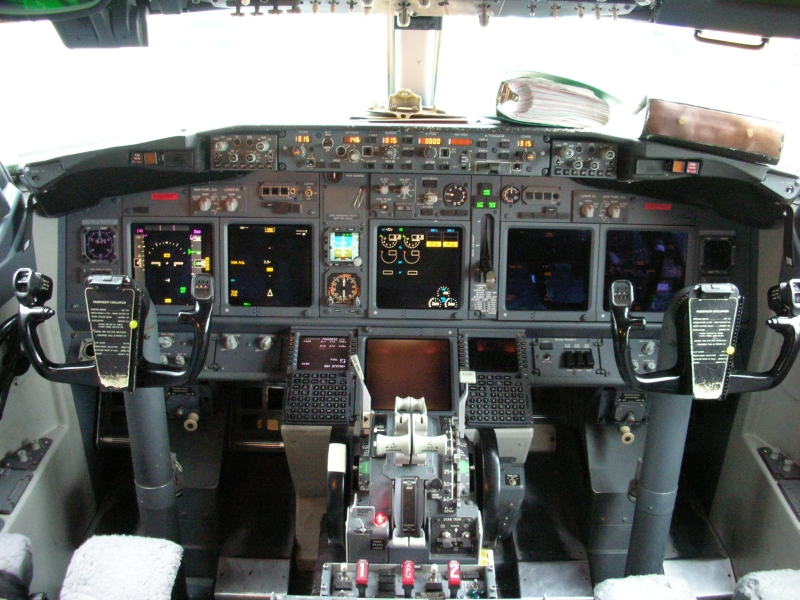
ボーイング 737-800型機の操縦室

旅客機のコックピット（英語：aircraft cockpit）とは、旅客機の操縦室のことである。
操縦室で旅客機の操縦を行う乗務員のは運航乗務員やコックピットクルーと呼ばれる。21世紀現在では、電子化された航法装置や通信装置、エンジン制御などのアビオニクスと呼ばれる航空機に搭載されている電子機器が電子計算機によって高機能化されたことにより、定常的な操作の多くが人手を介さずに自動的に制御されるようになり、計器表示も多機能ディスプレイによるグラスコックピット化されている。こういったことから、小人数の運航乗務員で操縦・運航できるようになっている。

## コックピットの歴史
第二次世界大戦後すぐの旅客機は戦中の爆撃機に準じた操縦室を持ち、コクピットクルーは機長、副操縦士、航空機関士、航空通信士、航空士の5人だった。このうち音声無線機の全面的な導入などで航空通信士が、航空保安無線施設と航法装置の進歩で航空士が必ずしも必要ではなくなり、ボーイング727の時代には機長・副操縦士・航空機関士の3名体制で運航される時代となった。一方、単通路のナローボディ機では1960年代半ばから後半に初飛行したダグラス・エアクラフト社のDC-9やボーイング社のB-737では航空機関士を廃して機長と副操縦士という2名の操縦士だけで運航するようになった。
それからしばらくは大型機は3名乗務、小型機は2名乗務という時代が続いたが、コンピュータなどの発達によって、1970年代後半の同時期に開発が開始されたボーイング757/767とエアバスA310では、システムの監視をコンピュータが行うようになり、ワイドボディ機としてはじめて航空機関士を廃した2名乗務とした。また、これらの機種ではメーター式の多数の計器から読み取っていた情報を、電子計算機によって見やすく整理されたかたちで画面上に適宜表示するように改善したグラスコックピットが採用された。これ以降、ボーイングとエアバスが開発した旅客機はすべて2名乗務のグラスコックピット機となっており、時期の差こそあれ、他メーカーも同様である。世界的に見れば、現在でも旧式の旅客機を運航する航空会社は、2名の操縦士に航空機関士、さらには航空通信士なども加えた3、4名、またはそれ以上の乗務員を必要とする機種が空を飛んでいる。その後、旅客機の新機種では、表示装置がCRTから液晶ディスプレイへ変わるなど進歩している。

## コックピットクルーの位置と役割
操縦士による座る席の指定はないが、機長が左席、副操縦士が右席に着席するのが一般的となっている。これは、船舶は必ず左舷で接岸することになっていることから、船長の席が常に見通しの良いブリッジの左寄りにあった時代の名残りである。但し、副操縦士が機長昇格訓練を・機長が機種限定証明審査を受ける場合は着席位置が逆転し、指導・審査を行う機長（訓練教官、審査官）が右席、受審機長や副操縦士が左席に着席する。コックピットクルーの服装は法律などで定められた制服で、両の肩章についている金色の線の数が機長のほうが副操縦士よりも多い。一般的には4本線が機長で3本線なら副操縦士となる。
それぞれの職種が廃止される以前の5人乗務での役割分担は、機長が操縦と指揮、副操縦士が速度、高度、方位などの操作を行ない、航空通信士が通信、航空機関士がエンジンや飛行システム関係の操作を行い、航空士が航法を担当していたが、2人乗務体制では、機長と副操縦士のうち、いずれか1人が機体の操縦にあたり（PF:Pilot Flying）、もう1人が通信とその他の操作などのモニター業務（Pilot Monitoring）を行なっている。操縦は2人の内のいずれかが行うが、最終的な意志決定は責任者である機長に権限がある。
長い時間飛行する長距離路線では、3-4人が乗務して常に2人が数時間毎の交代勤務制を採っている。このような場合、機長資格保持者は2名以上乗務していることになるが、その便の本来の機長をPIC（pilot-in-command、航行指揮官）、PICが休憩中に機長業務を行う者をSIC（second-in-command、副指揮官）とすることで指揮系統の一本化が図られている。またその機におけるコックピットクルーではないが、たまたま移動中で操縦資格を有する操縦士が客室に乗っていることがあり、こうした乗員はデッドヘッド（Dead Head、回送の意）と呼ばれる。操縦操作と視界確保の必要性から操縦席は正副2人の座席が寄せられ操縦室の最前部に位置するが、大型機では比較的室内の後方に余裕があり、操縦席の背後には多くの場合、3人目の固定式予備席や折り畳み式のジャンプシートが設けられている。研修中の操縦士などがこのジャンプシートに着席する。

## 計器と操作
以下では、グラスコックピット化された旅客機の計器と操作の概要を述べる。なお、これらは主にボーイング社で用いられる名称であり、航空機メーカーにより異なる場合がある。

### MCP
MCP とはモード・コントロール・パネル (Mode Control Panel) の略で、コックピットの計器の中でも最も上方にあり、横に細長い。このパネルは、グラスコックピット化される以前から現在まで、形態、機能、操作方法等ほとんど変わっていない。
このパネルでは速度、高度、方位、昇降率の指定がおこなわれる。また、オートパイロットの操作（フライト・ディレクタスイッチに代表される自動操縦と手動操縦の操作）もおこなわれることから、オートパイロット・パネルなどとも呼ばれる。

### PFD
PFDとはプライマリ・フライト・ディスプレイ（Primary Flight Display）の略で、このディスプレイは右席と左席に1つずつある。
姿勢（機首の上げ下げ、傾斜角）、高度計規正値（気圧補正値）、速度、高度、昇降率、ILS（着陸装置）の状況などが表示される。ボーイング767では、このパネルをEADIと呼んでいる。また、次のNDとこのPFDを切り替えて表示させることも可能である。

### ND
NDとはナビゲーション・ディスプレイ（Navigation Display）の略で、このディスプレイでは操縦している旅客機のナビゲーターやフライトプラン（運航路線）、風向、風速に関する情報が表示される。このディスプレイも、PFDと同様で左右に1つずつある。車で言えば、カーナビゲーションに当たる。また、切り替えて気象情報を表示させることも可能である。さらに、ボーイング737-800、787では、垂直方向の表示（VSD: Vertical Situation Display）もされるようになった。

### EICAS
EICAS（アイキャスと読む）とはエンジン・インディケーション・アンド・クルー・アラーティング・システム（Engine Indication and Crew Alerting System）の略で、NDにはさまれる形で中央に上と下で2つある。上方のディスプレイにはエンジン情報、燃料、油圧、客室温度、電気、フラップ情報、システム関連などが表示される。また、緊急事態の時の警告やメッセージもこのディスプレイに表示される。
下方のディスプレイは、このディスプレイの操作などがおこなわれるが、必要がないときは何も表示されないように設定出来る。B777-300では、地上にいる際には機体後方に設置されたカメラの映像を表示させることもできる（自動車でのバックガイドモニターに相当する機能）。詳しくは下記を参照。
エアバス機に搭載されるものについてはこちらを、ボーイング、ボンバルディアなどに搭載されるものはこちら。

### FMS/CDU
FMS/CDUとはフライト・マネジメント・システム/コントロール・ディスプレイ・ユニット（Flight Management System/Control Display Unit）の略で、コックピットのやや下方にあり、左右に2つずつある。乗務員はこのユニットを操作し FMS に対し必要な情報の入力（燃料の搭載量や機体重量）および航法データの入手（目的地までの時間、距離、自機の位置）を行い、それらを元に航路の設定に用いる。

### HUD
HUDとはヘッド・アップ・ディスプレイ（Head-up Display）の略で、操縦士の目線上に透明なスクリーンを置き、そこに情報を投影するものである。

### EFB
EFBとはエレクトロニック・フライト・バッグ（Electronic Flight Bag）の略で、従来操縦士が持ち込んでいた紙に書かれたマニュアル類やチャートなどを電子化し、画面上に表示するものである。また、離着陸性能の計算をしたり、地上では空港の地図と自機の位置を表示することもできる。コックピットの両端に設置される。

### グレアシールド
この部分に限り、グラス・ノングラスを問わず存在する。名前の通り「防眩板」で、外光の差し込みにより計器類が見えなくなるのを防ぐ庇。各種警告灯や状態表示灯が設置されている事が多い。

### 操縦桿とサイドスティック
操縦輪とは、旅客機の操作をするもののひとつで、ハンドル状になっている。ピッチ（上昇と降下）とロール（左右の傾き、横滑り）などの操作をするための装置で、ハンドルにも無線の送信用・自動操縦解除などいくつかのボタンがついていることがある。また、エアバスが製造する旅客機では、エアバスA320シリーズから、操縦輪に換わってサイドスティックと呼ばれる装置が採用されている。これは操縦輪より小型でジョイスティックのように片手で操作でき、左席の左側と右席の右側に取り付けられている。操縦輪は引いたり押したり捻ったりだけで、回す必要がないので自動車のステアリングホイールのような全円ではない。
このように操縦桿とサイドスティックの2方式があるのには、ボーイングなどの操縦桿主流のメーカーと、エアバスのようなサイドスティック主流のメーカーとの考え方の違いに理由がある。例えばボーイングは、最終的に操縦判断を下すのはパイロット（人間）、対してエアバスはコンピューターが操縦において大きな役割を果たし、パイロットの操縦の負担を軽減する、という考え方を持っている。そのために、ボーイングは速度や姿勢などの微調整をそのまま行える、トリム・スイッチを取り付けられるよう操縦桿の方式を採用し、エアバスは逆に、単純化されたジョイスティックのようなサイドスティックの方式を採用した。どちらが効率的で安全かに関しては、現在でも議論が大きく分かれる（一例として、エアバス#ボーイング製航空機と比較したエアバス製航空機の特徴にあるように、自動操縦システムの設定が優先される仕様の問題など）。

### スラストレバーとリバースレバー
スラストレバーとリバースレバーは、中央の下方にある。
スラストレバーはエンジンの噴射力を調節するためのレバーである。レバーは、エンジン毎に一つずつある。
リバースレバーは、エンジンの逆噴射をかけるためのレバーで、滑走路上に着地するとすぐに逆噴射と降着装置に備えられたブレーキが予め設定された強さで自動的にかかり減速する。逆噴射と聞くと強力そうだが、実はかなりの比率をブレーキが担っている。最近は環境や騒音問題、燃費向上の観点から、滑走路に余裕がある場合、アイドルリバースを多用する場合もある。ブレーキは油圧で動作し、油圧が動作しない駐機中は、すべての車輪に輪止めをはめる。このレバーもエンジンの数だけあるのが普通だが、エアバスA380の場合、エンジン4つに対し2本しかない。これは、エンジンの取り付け間隔が広く、万が一故障した際に直進が困難になることから第2、第3エンジンのみで逆噴射を行うためである。

### 予備計器
停電や故障したときなど、緊急事態に備えた予備計器も用意されている。水平・定針儀、速度計、高度計の3つはグラスコックピット化された当初、アナログ式が取り付けられた。ボーイング777以降は、ボーイング他社を含めてLCDタイプの予備計器物が搭載される傾向にあるが、アナログ式予備計器と同様に、常用計器とは別の情報源から表示を行なっており、主要計器の多重化が計られている。

### レバーやスイッチ類
フラップ操作レバーはフラップの、降着装置（要は車輪である）操作レバーは車輪の形をしたノブが付いている。これは誤操作を防ぎ、視覚的にすぐ認識出来るようにした人間工学に基づくもので、旅客機に特有の作りである。

## コックピットの出入り口
通常、民間旅客機のコックピットには、ハイジャックや関係者以外の進入を防止するためにドアが取り付けられている。以前は比較的簡易なものが多かったが、アメリカ同時多発テロ事件以後、通常の拳銃でも破壊不可能なほど頑丈かつ強固な施錠装置を備えたものであることが義務づけられるようになった。
内側から施錠されると外部から開けることは事実上不可能となるため、駐機中にコクピット内でトラブルが発生した場合には、高所作業車を利用して操縦室の窓から立ち入る事例もある。
かつては飛行中でも小さな子供などがねだるとクルーは快くコックピット内を見せてくれたものだが、現在ではアメリカ同時多発テロ以後のハイジャック防止の観点から、たとえ運航している航空会社の社員といえどもコックピット内への立ち入り及び撮影は航空法違反により厳禁とされ、機長や操縦士及び立ち入りを求めた者も解雇や謹慎、減給など厳罰に処されるだけでなく、国（国土交通省）から立ち入り調査や原因究明や再発防止策を航空会社に求められるなどそれら行為自体が違法行為と看做される。
操縦士がトイレに立つ際は、
- コックピットから出たいことを運行する旅客機の最上級クラスの客室乗務員にインターカムで伝える
- その客室乗務員はトイレが空いたときを見計らってコックピットの入り口の前にドアを背にして立ちはだかる
- クルーはこれをドアについている覗き穴から確認する
- すばやくドアを開閉して外に出る

という手順が多くの国の航空会社でマニュアル化されている。
ファーストクラスのトイレは機首に近い方、コックピットの入り口のすぐ脇にあることが多いため、乗務員は特に神経を使う。なお、25000フィート以上の高高度を飛行中に操縦士の1人が席を立つ場合は、操縦席に残る操縦士は酸素マスクをつけることが義務付けられている。